# Massugu
| Оценки критиков | Оценки критиков |
| Источник        | Оценка          |
| --------------- | --------------- |
| CDJournal       | Положительн.    |

«Massugu» (яп. まっすぐ) — 10-й сингл на мейджор-лейбле японской идол-группы Shiritsu Ebisu Chugaku, вышедший в Японии на лейбле SME Records 21 сентября 2016 года.
По данным японской компании Oricon, в первую неделю компактдисковый сингл с этой песней продался в стране в 14446 экземплярах. В недельном чарте компании Oricon он дебютировал на 7 позиции.

## Список композиций

### Лимитированное издание A
| №  | Название                        | Длительность |
| -- | ------------------------------- | ------------ |
| 1. | «Massugu» (まっすぐ)            |              |
| 2. | «Summer Dejavu» (summer dejavu) |              |
| 3. | «Massugu (Less Vocal)»          |              |
| 4. | «Summer Dejavu (Less Vocal)»    |              |

### Лимитированное издание B
| №  | Название               | Длительность |
| -- | ---------------------- | ------------ |
| 1. | «Massugu»              |              |
| 2. | «Iitomo» (イイトモ)    |              |
| 3. | «Massugu (Less Vocal)» |              |
| 4. | «Iitomo (Less Vocal)»  |              |

### Лимитированное издание C
| №  | Название                            | Длительность |
| -- | ----------------------------------- | ------------ |
| 1. | «Massugu»                           |              |
| 2. | «Chan-chara-chan» (CHAN-CHARA-CHAN) |              |
| 3. | «Massugu (Less Vocal)»              |              |
| 4. | «Chan-chara-chan (Less Vocal)»      |              |

## Чарты
| Чарт (2016)     | Наив. позю |
| --------------- | ---------- |
| Япония (Oricon) | 7          |